# Región económica de Siberia Oriental
La región económica de Siberia Oriental (en ruso: Восточно-Сибирский экономический район, tr.: Vostochno-Sibirski ekonomícheski raión) es una de las doce regiones económicas de Rusia.
En esta área de mesetas, montañas, y cuencas hidrográficas, las principales ciudades son: Krasnoyarsk, Irkutsk, Ulán-Udé, y Chitá -conectadas al ferrocarril Transiberiano. Un ramal de este conecta Ulán-Udé con Mongolia y Pekín, República Popular China.
Existen centrales hidroeléctricas en Bratsk, Krasnoyarsk e Irkutsk. Está extendida por toda la región la minería del carbón, el oro, el grafito, el mineral de hierro, la bauxita, el zinc y el plomo. Hay cría de ganado.
Ocupa una superficie de 4.122.800 km², con una población de 9.128.000 hab. (densidad 2,2 hab./km²), de los cuales el 71 % es población urbana.

## Composición
- República de Buriatia
- Krai de Transbaikalia
- Óblast de Irkutsk
- República de Jakasia
- Krai de Krasnoyarsk
- República de Tuvá

## Indicadores socioeconómicos
Esta región escasamente poblada ubicada en Asia, tiene altos niveles de salario y un número alto relativamente de empleados en el nuevo sector privado. La productividad es también elevada para los patrones rusos.
Los indicadores son especialmente negativos en lo que respecta a la emigración de sus habitantes y el cambio en la pirámide demográfica, así como en las expectativas de la gente de mejorar sus vidas y la evaluación de la economía nacional.